# Cabo Frio (ö)
Cabo Frio, Ilha do Cabo Frio, är en ö i sydöstra Brasilien, och tillhör kommunen Arraial do Cabo i delstaten Rio de Janeiro.. Ön skiljs från fastlandet av Boqueirãosundet. Det finns en fyr på öns sydvästra udde. Öns högsta punkt ligger 390 m ö.h. Grottan Gruta Azul ("Blå grottan") är en turistattraktion på öns sydvästra kust.